# Villa Cameron
Villa Cameron est une petite localité située sur la côte sud de la baie Inutile, dans la province de Terre de Feu, province de Magallanes et de l'Antarctique chilien, dans le sud du Chili. Avec une population de 96 habitants, selon le recensement de 2017, Villa Cameron correspond à la catégorie démographique de hameau.
La localité est desservie par l'aéroport Pampa Guanaco.

## Histoire
Villa Cameron est fondée en 1904 par la Sociedad Explotadora de Tierra del Fuego et nommée d'après son premier directeur général, le Néo-Zélandais d'origine écossaise Alexander A. Cameron. Depuis 1988, Villa Cameron est le siège de la municipalité de Timaukel.

## Description
Ses bâtiments présentent l'architecture typique promue par les immigrants britanniques, avec des surfaces revêtues de fer zingué et de riches moulures. Le village a été construit au fond d'un ravin peu élevé pour le protéger du vent. Il possède quelques bâtiments publics, dont la mairie, un poste de police, une école, une bibliothèque et une maison d'hôtes.